# Codi ATC V
El  codi ATC VVaris, descrit com (Títol), és una subgrup terapèutic de l'Anatomical, Therapeutic, Chemical Classification System (ATC). La classificació ATC és un sistema de codis alfanumèric desenvolupat per l'Organització Mundial de la Salut (OMS) per als fàrmacs i altres productes sanitaris. El subgrup VVaris és part del grup anatòmic V Altres.

Els codis per a ús veterinari (codis ATCvet) poden han estat creats afegint la lletra Q davant dels codis ATC humans: QVVaris... 
Les adaptacions estatals de la classificació ATC poden incloure codis addicionals no presents en aquesta llista, que segueix la versió de l'OMS.
- V01 Al·lèrgens
- V03 Tota la resta dels productes terapèutics
- V04 Agents diagnòstics
- V06 Nutrients generals
- V07 Tota la resta dels productes no terapèutics
- V08 Mitjans de contrast
- V09 Productes radio farmacèutics per a diagnòstic
- V10 Productes radiofarmacèutics terapèutics
- V20 Embenats quirúrgics